# Pantheist (Band)/Diskografie
Diese Diskografie ist eine Übersicht über die musikalischen Werke der belgischen Doom-Metal-Band Pantheist. Sie veröffentlichte als physische Tonträger bisher sechs Studioalben, drei Demos und eine EP. Als Musikdownload erschienen zum 20-jährigen Jubiläum ein Livealbum und eine Kompilation.

## Alben

### Studioalben
| Jahr | Titel Musiklabel                               | Anmerkungen |
| ---- | ---------------------------------------------- | --- |
| 2003 | O Solitude Firebox Records                     | Erstveröffentlichung: 10. April 2003 Re-Releases: 2003: CD-Maximum, 2009: Firedoom Music, 2015: Grau Records, 2011: The Vinyl Division (als LP) |
| 2005 | Amartia Firedoom Music                         | Erstveröffentlichung: 30. März 2005 Re-Releases: 2006: CD-Maximum, 2012: Grau Records                                                           |
| 2008 | Journey Through Lands Unknown Firedoom Music   | Erstveröffentlichung: 15. Oktober 2008 Re-Releases: 2013: Grau Records                                                                          |
| 2011 | Pantheist Grau Records                         | Erstveröffentlichung: 8. April 2011 |
| 2018 | Seeking Infinity Melancholic Realm Productions | Erstveröffentlichung: 14. September 2018 Re-Releases: 2018: The Vinyl Division                                                                  |
| 2021 | Closer to God Melancholic Realm Productions    | Erstveröffentlichung: 3. Dezember 2021 Re-Releases: 2022: The Vinyl Division                                                                    |

### Livealben
- 2020: Live at St Giles, London (Download, Selbstverlag)
- 2023: Live at Reaper 23 (Download, Selbstverlag)

### Kompilationen
- 2020: Alternative Pantheïsm (Download, Selbstverlag)

### EPs
- 2005: The Pains of Sleep (CD, Serpent’s Lair Productions)
- 2024: Kings Must Die (CD, Melancholic Realm Productions)

### Demos
- 2000: Dying Millennium (CD-R, Selbstverlag, 7 Exemplare)
- 2001: Rehearsal Tracks (CD-R, Selbstverlag, unveröffentlicht)
- 2001: 1000 Years (CD-R, Selbstverlag)

### Splits
- 2010: Unveiling the Signs (Album mit Dissolving of Prodigy, Gallileous, Wijlen Wij und Kostas Panagiotou, Redrum666)

## Singles
- 2018: Warping Space-Time (Download, Selbstverlag)
- 2021: De Regen Voorbij (Download, Selbstverlag)
- 2022: Fthagn-Nagh (Download, Selbstverlag)

## Musikvideos
| Jahr | Titel                                                 | Regie               | Drehort   | Anmerkungen |
| ---- | ----------------------------------------------------- | ------------------- | --------- | --- |
| 2011 | Be Here                                               | Alexander Decommere | Roeselare | Das Video zeigt Phasen einer Paarbeziehung zwischen einer Frau, die einen Suizidversuch durch einen Fenstersprung begeht und ihrem Partner. Im Gegenschnitt sind Sequenzen die Auftritt der Gruppe in einer Kirche zeigen. Während die erzählte Geschichte in hellen und blassen Tönen dargestellt wird, sind die Bilder der Band in dunklen und kräftigen Farben. Das Farbschema der Band sowie deren Auftritt finden sich in Passagen der Erzählung. |
| 2021 | Of Stardust we are made (and to Dust We Shall Return) | Alexander Decommere | Roeselare | Das Video zeigt Nahaufnahmen einer Person die sich im Dunkeln durch Wohnräume bewegt. |
| 2024 | Kings Must Die                                        | Tiberiu Lefterache  | London    | Das Video zeigt Aufnahmen der Krönung von Charles III. in Sepiatönen und blendet Textzeilen in die Bilder. |